# 钨酸铁
钨酸铁是一种无机化合物，化学式为Fe2(WO4)3。它可以催化甲醇的氧化反应，但反应速率低于钼酸铁的催化反应。

## 制备及性质
钨酸铁难以以氧化物为原料通过固相反应合成，它可由硝酸铁和钨酸钠在水溶液中反应，或硫酸亚铁铵、钨酸钠和过氧化氢在水溶液中反应制得。
它在750 °C分解为钨酸亚铁和三氧化钨。
它和碘化锂在干燥的乙腈中反应，可以得到Li2Fe2(WO4)3。